# アレハンドロ・マルティヌシオ
アレハンドロ・エルナン・マルティヌシオ（Alejandro Hernán Martinuccio, 1987年12月16日 - ）は、アルゼンチン・ブエノスアイレス出身のサッカー選手。CAヌエバ・シカゴ所属。ポジションはフォワード。

## 経歴
2007年からアルゼンチンのCAヌエバ・シカゴでプロキャリアをスタートさせた。2009年、ウルグアイのCAペニャロールに移籍した。

## 所属クラブ
- CAヌエバ・シカゴ（スペイン語版） 2007-2009
- CAペニャロール 2009-2011
- フルミネンセFC 2011-2015

→ ビジャレアルCF 2012 (loan)
→ クルゼイロEC 2012-2014 (loan)
→ コリチーバFC 2014 (loan)
- アソシアソン・シャペコエンセ・ジ・フチボウ 2016-2017
- CAヌエバ・シカゴ 2017-

## タイトル

### クラブ
CAペニャロール
- プリメーラ・ディビシオン : 2009-10

クルゼイロEC
- カンピオナート・ブラジレイロ・セリエA : 2013